# João de Castro (historiador)
João de Castro (1550? – 1628?) foi um fidalgo, historiador e político português. Era filho natural de Álvaro de Castro e neto de João de Castro, 4.º vice-rei da Índia.
Foi um dos oito fidalgos que em 1582 foram escolhidos para acompanharem os supostos restos mortais de D. Sebastião, por terra, desde o porto de Faro ao Mosteiro dos Jerónimos, em Lisboa, onde alegadamente está sepultado desde então. Nessa altura, por ter seguido o partido de D. António, Prior do Crato, que acabou por ser derrotado, teve que se exilar no estrangeiro, onde participou em vários conselhos de estado clandestinos e onde escreveu grande parte da sua obra. Os assuntos que abordou com mais ênfase foi o Sebastianismo e após essa fase o Quinto Império, dos quais foi um percursor. Sobre o primeiro confessa ter "inventado" a ideia de el-Rei D. Sebastião estar vivo para descredibilizar Filipe II de Espanha, como adversário ao direito do trono do Reino de Portugal, e o segundo tema terá sido para dar alento aos portugueses no geral. Este último será depois retomado pelo Padre António Vieira.

## Obras
O seu trabalho mais conhecido e estudado é a compilação «A Aurora da Quinta Monarquia (1604 - 1605)», que segundo ele próprio terá começado em "sete de Outubro de Mil, e seisçentos e quatro, nesta çidade de Paris". Foi também responsável pela primeira publicação de parte das Trovas do sapateiro de Trancoso, Gonçalo Annes Bandarra. Na Biblioteca Nacional de Portugal guardam-se várias outras publicações e manuscritos da sua autoria:
- Discurso da vida do sempre bem vindo, e apparecido Rey Dom Sebastião nosso senhor o Encuberto desde o seu nascimento até o presente: feito, e dirigido por D. João de Castro aos tres Estados do Reyno de Portugal: comvem a saber ao da Nobreza, ao da Clerezia, e ao do povo, Paris, em 1602;
- Ajunta ao discurso preçedente aos mesmos Estados pello mesmo autor: em a qual os advirte de como El Rey de Hespanha se ouve com El Rey D. Sebastião, depois que o teve em seu poder (…);
- Paraphrase e Concordancia de algumas propheçias de Bandarra, Çapateiro de Trancoso, Paris, 1603; Discurso fallando com El Rey D. Sebastião;
- Tratado Apologético contra hum libello diffamatorio que imprimiram em França çertos Portugueses com o titulo seguinte: Resposta que os tres Estados do Reyno de Portugal, a saber, Nobreza, Clerezia e Povo, mandaram a Dom João de Castro sobre hum livro que lhes dirigio, sobre a vinda e appareçimento del Rey Dom Sebastião;
- Novas flores sobre a Paraphrase do Bandarra, com algumas retratações do Author;
- Segundas Exposiçoens mais amplas, e com outras declaraçoens sobre o Apocalypse;
- Declaraçoens a alguns Capitulos do Propheta Daniel, B.N.L., cód. 4379;
- Segunda parte da Paraphrase, e Concordançia das Prophecçias e Trovas de Gonçallo Anez Bandarra Çapateyro de Trancoso: que não foram postas na primeira;
- Tratado das Ordens: Ornamento, Honra, e Gloria de quatro Ordens, de que prophetizou o Veneravel Abbade Joaquim, em testemunho, e trofeos dos illustres merecimentos dellas, e delle;
- O Anticristo, ou Propheçias, e Revelaçoens sobre elle;
- Avizos Divinos, e Humanos pera os Memorandos Conquistadores da Terra da Promissão dos nossos tempos, que he todo o Universo;
- Renovaçam do Tratado Apologetico que eu Dom João de Castro compus, contra hum livro defamatorio, que alguns Portugueses contra mim fizeram, e imprimiram, na cidade de Paris;
- Paineis Divinos, onde se representão algums das grandes Merçês que Deos tem prometidas ao seu Povo Occidental da Igreja Romana; com algumas particularidades ja feitas por elle aos Reys de Portugal, e aos Portuguezes;
- Tratado dos Portugueses de Veneza ou Ternario, Senario, e Novenario dos Portugueses, que em Veneza soliçitaram a liberdade d'El Rey Dom Sebastião Nosso Senhor. Com mais huma breve mençam do Senhor Dom Antonio;
- Segundo Apparecimento del Rey D. Sebastião Nosso Senhor, dezaseisto Rey de Portugal: com a repetição Summaria do primeiro, e de toda a sua vida. Dirigido aos Tres Estados do Reyno de Portugal, a saber, ao da Clerizia, ao da Nobreza, e ao do Povo.